# 曹新元
曹新元（1958年1月—），湖南长沙人，汉族，中国共产党党员。中华人民共和国政治人物、第十三届全国人民代表大会解放军和武警部队代表。

## 生平
中國人民解放軍海軍少將軍銜，2018年，曹新元被选为解放军和武警部队出席第十三届全国人民代表大会代表。